# ألويس أنطون فوهرر
ألويس أنطون فوهرر (بالألمانية: Alois Anton Führer؛ 26 نوفمبر 1853 - 5 نوفمبر 1930) أنثروبولوجي وعالم هنديات ألماني عمل في هيئة المسح الأثري الهندية، وهي هيئة أسستها حكومة الراج البريطاني سنة 1861. اشتهر ألويس بحفرياته الأثرية، التي يعتقد أنها أثبتت أن غوتاما بوذا ولد في لومبيني بنيبال. انتهت مسيرته المهنية بوصفه «مزور ومتاجر بالآثار المزيفة»، اضطر إلى الاستقالة من منصبه سنة 1898.

## في الهند
وصل فوهرر إلى الهند سنة 1885، وعند وصوله عينه نائب حاكم المقاطعات الشمالية الغربية ألفريد كومين ليال، أمينًا لمتحف مقاطعة لكهنؤ. بدأ فوهرر العمل وشرع على الفور في تحسين المتحف، التغييرات التي أجراها فوهرر أعجبت ألفريد رئيس لجنة إدارة المتحف، فكتب إلى كلكتا يسأل عما إذا كان يمكن العثور على وظيفة لفوهرر في هيئة المسح الأثري الهندية.
في سنة 1896، حصل فوهرر على الإذن من حكومة الراج البريطاني لقيادة بعثة أثرية إلى نيبال، في هذه البعثة اكتشف فوهرر أحد أعمدة أشوكا الذي وجد عليه نقشًا، سيجعله مع أدلة أخرى، دليلا يشير إلى مكان ولادة بوذا.

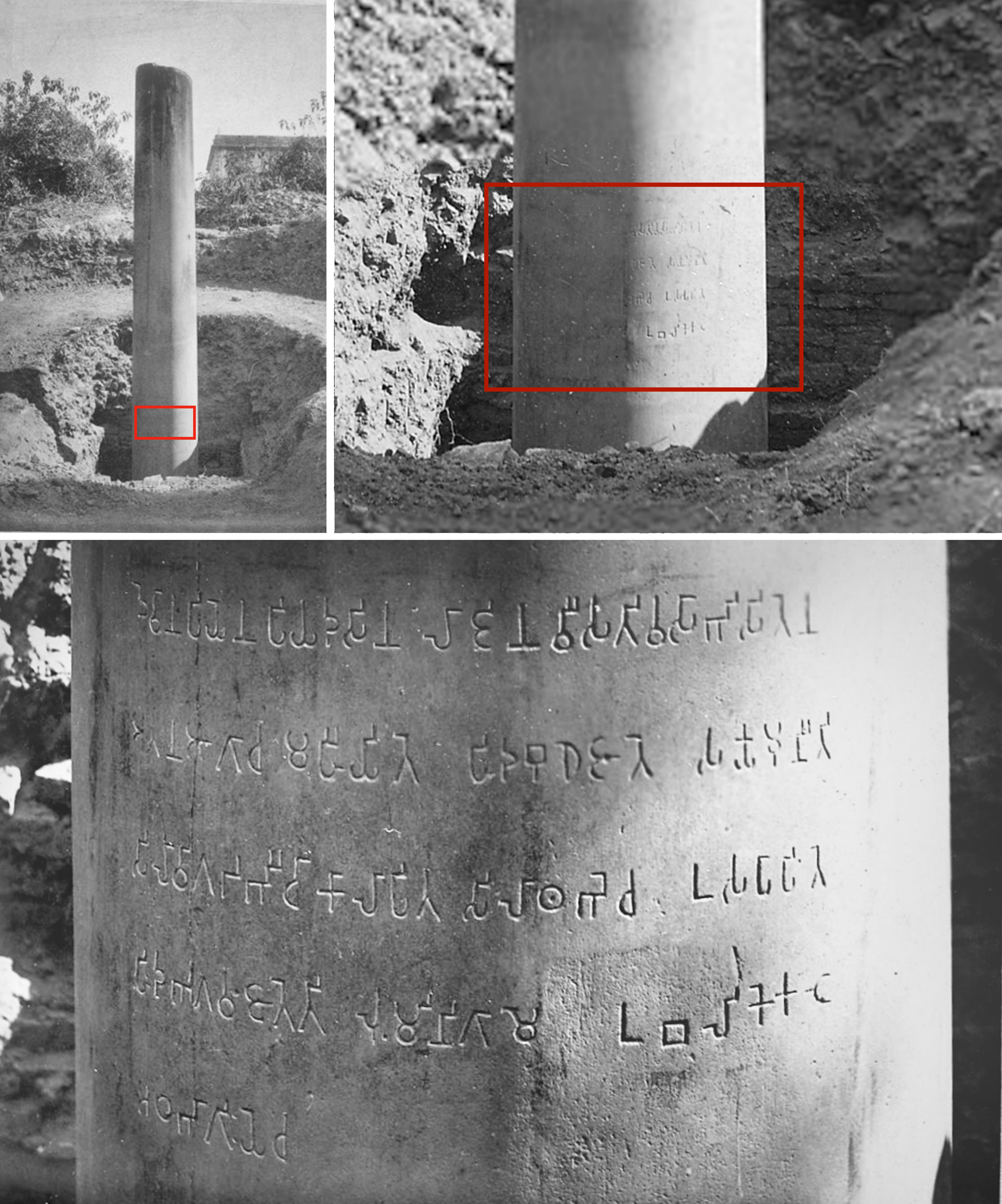
نقش أشوكا الذي يذكر ولادة بوذا في لومبيني.

لطالما شُكك في صحة هذا الاكتشاف، وكان موضع نقاش وأخذ ورد في كتاب صدر سنة 2008 للمؤرخ البريطاني تشارلز ألين.
بعد اكتشاف العمود، اعتمد فوهرر على روايات الحجاج الصينيين المدونة قديمًا، للبحث عن مدينة كابيلافاستو المفقودة، التي كان يعتقد أنه يجب أن تكون في تيلوراكوت. بعد اليأس من العثور على أي شيء، بدأ في التنقيب عن بعض الهياكل التي قال إنها أبراج، وكان في طور تزوير نقوش فترة ما قبل الإمبراطورية الماورية على الطوب، عندما قُبض عليه متلبسًا من قبل فينسنت سميث. وصف سميث النقوش صراحة بأنها "تزييف وقح".
في نفس الوقت تقريبًا، كان فوهرر يبيع قطعًا أثرية مزيفة "مُصَدَّقة" بنقش منسوب للراهب البوذي أوباجوبتا المعلم الروحي للإمبراطور أشوكا، إلى شين يو ما أحد كبار رهبان بورما. فيما بعد تبين أن "بقايا أسنان أصلية لبوذا" أرسلها فوهرر في سنة 1896 إلى الراهب البورمي قد نُحتت من قطعة عاج، وأخرى أُرسلت في سنة 1897 كانت لخيول. في سنة 1898 أبلغ عالم البورميات وعضو لجنة بورما برنارد هوتون حكومة الراج البريطاني بالتزوير، وبدأ تحقيقًا أدى إلى استقالة فوهرر في 16 سبتمبر 1898.

## النهاية
انتهت مسيرته بالخزي، وبموجب تعليمات رسمية من حكومة الراج البريطاني، قبلت استقالة فوهرر واعفي من منصبه، وصودرت أوراقه، وفتش فينسنت سميث جميع مكاتبه في 22 سبتمبر 1898.
طُرد فوهرر وعاد إلى أوروبا مع عائلته. توفي في 5 نوفمبر 1930 بسويسرا.